# Formulari

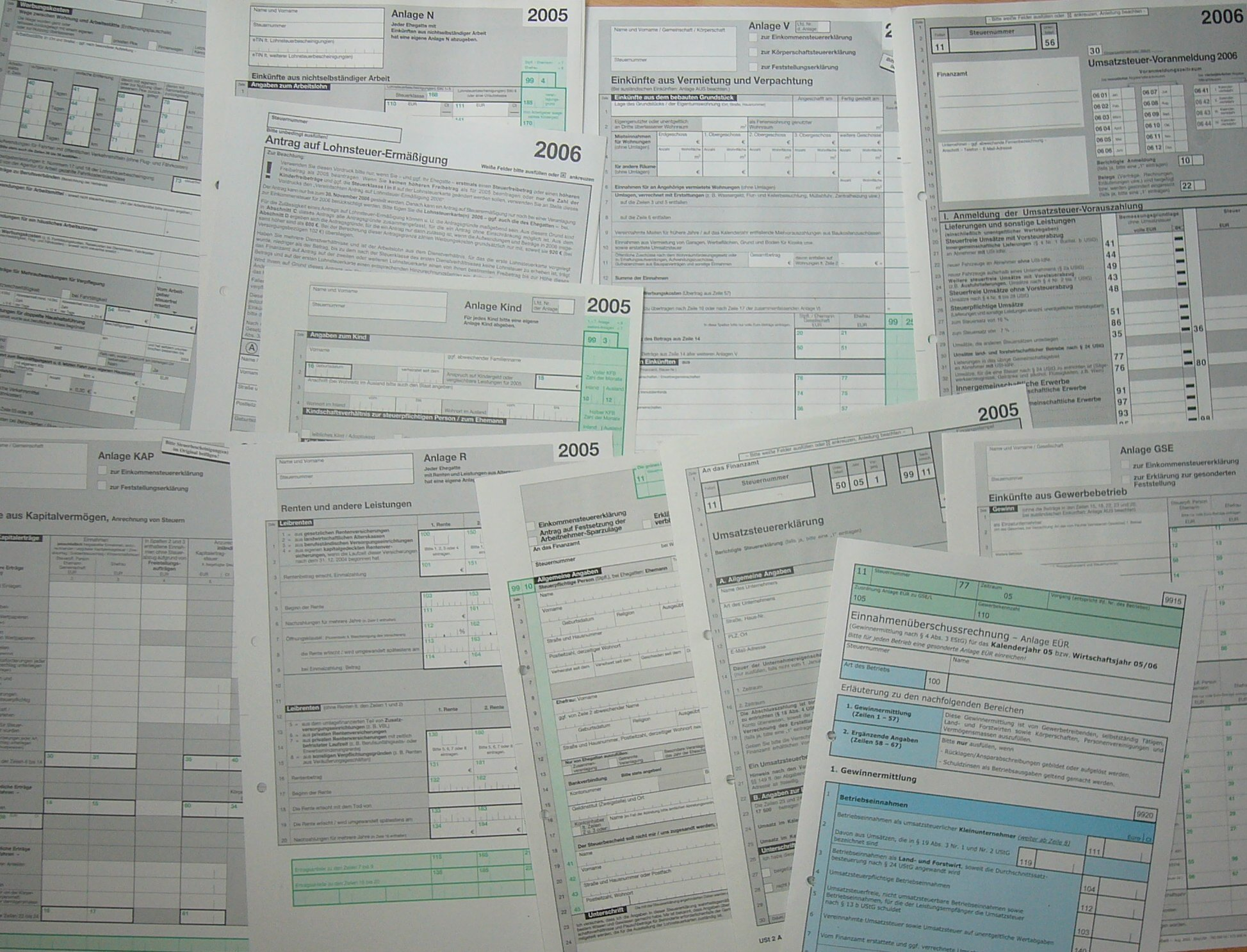
Diversos formularis.

Un formulari és una pàgina amb espais buits que han de ser emplenats amb alguna finalitat, concebut pel matemàtic i inventor Charles Babbage.
També defineix un conjunt d'objectes i procediments que s'utilitzen com a disseny de presentació a l'usuari, i el terme també és utilitzat en informàtica per referir-se al conjunt de camps sol·licitats per un determinat programa, els quals s'emmagatzemaran per al seu posterior ús o manipulació.
Un formulari també és un compendi de fórmules matemàtiques o d'altres ciències, pertanyents a una o diverses categories, que serveix de guia o recordatori per al moment d'aplicar-les com per exemple per càlculs trigonomètrics, conversions entre xifres expressades en diferents unitats de mesura, moviments, forces, pesos, volums, potències elèctriques, etc.